# 奧列菲里夫卡 (佩特羅拉夫利夫卡區)
48°25′52″N 36°5′19″E / 48.43111°N 36.08861°E
奧列菲里夫卡（烏克蘭語：Олефірівка）是烏克蘭的村落，位於該國中部第聶伯羅彼得羅夫斯克州，由佩特羅拉夫利夫卡區負責管轄，處於薩馬拉河左岸，分別距離巴扎尼1.5公里和博胡斯拉夫3公里，海拔高度70米，2001年人口703。